# Интернет в Бразилии

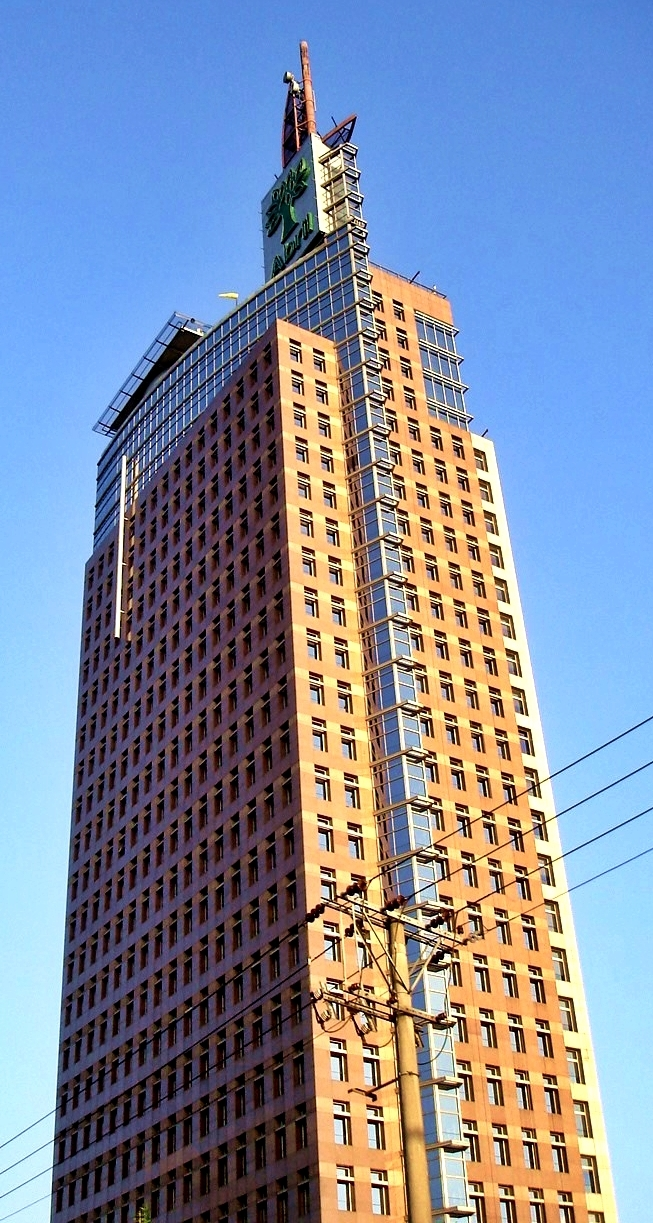
Крупнейший бразильский интернет-портал UOL базируется в главном офисе Grupo Abril

Интернет появился в Бразилии в 1988, когда в Рио-де-Жанейро и Сан-Паулу бразильскими научными кругами была создана Национальная исследовательская сеть (RNP).
С момента создания общественного сегмента Интернета в 1995 бразильский Интернет находился в сильной зависимости от федерального правительства страны, которое вело политику в отношении Интернета через Министерство связи, а также государственные телекоммуникационные компании Embratel и Telebras.
Ситуация изменилась в 1998 в результате приватизации Telebras и выхода на рынок частных телекоммуникационных компаний, таких как Telefónica, Telemar и Brasil Telecom. Рост конкуренции на рынке интернет-провайдинга привёл к снижению цены и повышению качества и доступности Интернета для бразильцев. В настоящее время в стране около 67 миллионов пользователей Интернета, по этому показателю Бразилия занимает 5-е место в мире.
Технология ADSL стала популярной в Бразилии с начала 2000-х, основными провайдерами были Telefonica (Speedy), Brasil Telecom (Turbo), NET (Virtua) и Telemar (Velox), с характерной скоростью доступа 128 Кбит/с — 256 Кбит/с. Скорости доступа в диапазоне 5 Мбит/с — 50 Мбит/с и 20 Мбит/с — 100 Мбит/с становятся все более распространенными в настоящее время, в то время как цены провайдеров снижаются и новые интернет-провайдеры, например, Global Village Telecom инвестируют в развитие технологий VDSL2 и FTTH в крупных городах. Широкополосный доступ в Интернет обеспечивается путём ADSL, кабельных модемов, спутников, VDSL, VDSL2, FTTH и радио (фактически — аппаратное решение CDMA2000 1xEV-DO), услуги Wi-Fi появились с 2004.
В начале 2000-х, ограниченная доступность высокоскоростного Интернета была в Бразилии серьёзной проблемой, особенно в сельских регионах. В связи с этим правительство страны оказало давление на интернет-провайдеров с целью улучшить ситуацию в отдаленных районах. В 2010 году широкополосный доступ был обеспечен в 88 % бразильских городов, а Министерство образования разработало план широкополосным подключения 86 % всех государственных школ к Интернету.
Интернет в Бразилии в настоящее время активно используется для оказания государственных услуг. Например, 99 % деклараций о доходах в стране поступают через Интернет. По всей стране широко распространены также гейм-клубы.
Бразильские сайты используют национальный домен верхнего уровня .br, который находится под контролем Бразильского руководящего комитета Интернет. Наиболее популярные веб-порталы в Бразилии — Globo.com, UOL, iG - internet Generation, а поисковики — Google и Yahoo. Самая популярная социальная сеть — Facebook, а интернет-мессенджер MSN Messenger имеет крупнейшую базу пользователей в Бразилии. В связи с ростом популярности виртуальных коммуникаций, журнал Newsweek назвал Бразилию «нацией сплетников».